# Liam Walsh (wielrenner)
Liam Walsh (29 mei 2001) is een Australisch baan- en wegwielrenner die sinds 2025 rijdt bij de wielerploeg CCACHE x BODYWRAP.

## Palmares
| Jaar | AK                                                      | OK                                                                            | WK         | Overige                          |
| ---- | ------------------------------------------------------- | ----------------------------------------------------------------------------- | ---------- | -------------------------------- |
| 2019 | 9e koppelkoers                                          | 4e koppelkoers 5e ploegenachtervolging 9e omnium 9e puntenkoers 10e scratch   |            |                                  |
| 2020 | achtervolging · omnium · 4e puntenkoers · 6e scratch    |                                                                               |            |                                  |
| 2021 | omnium · 4e koppelkoers · 7e achtervolging · 9e scratch |                                                                               |            |                                  |
| 2022 | omnium · scratch · 4e koppelkoers · 5e achtervolging    | afvalkoers · ploegenachtervolging · 8e puntenkoers                            |            |                                  |
| 2023 | koppelkoers · omnium · 4e achtervolging · 6e scratch    | ploegenachtervolging · 4e puntenkoers · 5e koppelkoers                        |            |                                  |
| 2024 | omnium · scratch · 4e koppelkoers · 10e puntenkoers     | ploegenachtervolging                                                          | 15e omnium |                                  |
| 2025 |                                                         | ploegenachtervolging · koppelkoers · 4e omnium · 6e scratch · 12e puntenkoers |            | NC Konya: · ploegenachtervolging |

### Weg
2023
 Oceanisch kampioen op de weg
2024
Parijs-Troyes
6e etappe Ronde van Southland
2025
 Australisch kampioenschap op de weg
8e etappe Ronde van Japan
4e en 5e etappe Ronde van Gyeongnam
3e etappe Ronde van Tsjechië